# Robert Johnson (Spion)

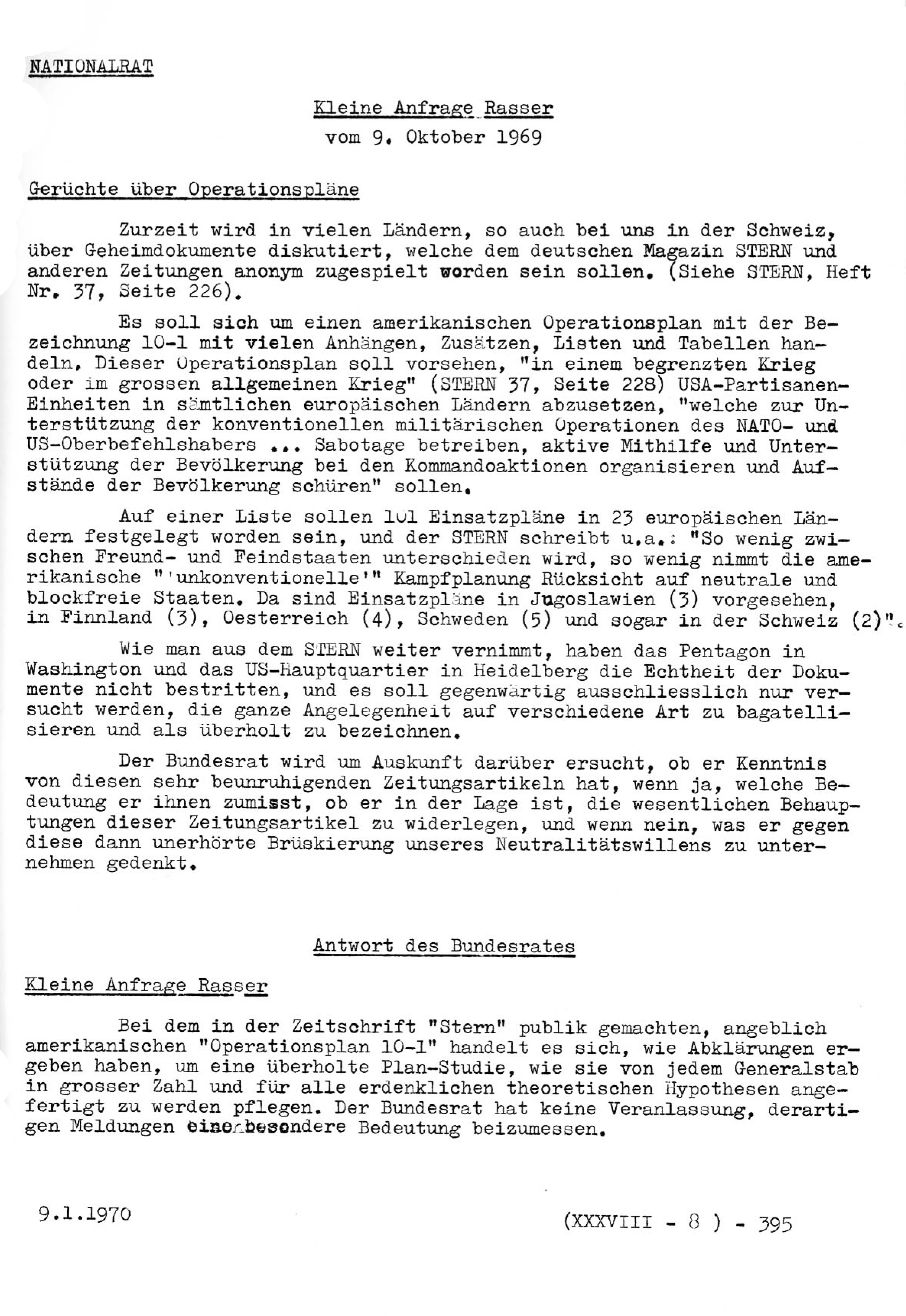
Kleine Anfrage des Schweizer Politikers Alfred Rasser (1969)

Robert Lee Johnson (* 1922; † 18. Mai 1972 in Kelly Township, Union County, Pennsylvania) war ein US-amerikanischer Spion.

## Leben
Robert Johnson war als Sergeant in Berlin stationiert, als er 1953 zum ersten Mal mit Hilfe seiner Wiener Freundin Hedwig Pipek Kontakt mit der sowjetischen Seite aufnahm. Später gehörte er zur Wachmannschaft der Kurierstation im Flughafen Paris-Orly und verriet die dort vorhandenen geheimen militärischen Unterlagen.
Zu diesen Unterlagen gehörte nach einem Bericht des Nachrichtenmagazins Der Spiegel vom September 1969 auch der sogenannte Operation Plan 10-1 der Support Operation Task Force Europe (SOTFE). Dieser Anfang der 1960er Jahre entwickelte Plan sah im Rahmen der verdeckten Kriegführung im Fall eines sowjetischen Einmarsches in Westdeutschland den Einsatz von Kommandotruppen und dann zu bildender Guerillaeinheiten nicht nur in West- und Ostdeutschland, sondern auch in Polen, der Tschechoslowakei, Ungarn, Rumänien, Bulgarien und der Sowjetunion vor. Dabei war auch an die Verwendung von atomaren, chemischen und biologischen Waffen gedacht worden. Diese Planungen sollen nach dem Bekanntwerden von Johnsons Verrat aufgegeben worden sein.
Er wurde im Gefängnis bei einem Besuch von seinem eigenen Sohn erstochen.